# مقاطعة ساي كونغ

موقع مقاطعة ساي كونغ في هونغ كونغ.

مقاطعة ساي كونغ (بالصينية: 西貢區) هي ثاني أكبر المقاطعات في هونغ كونغ من حيث المساحة. يشكل النصف الجنوبي من شبه جزيرة ساي كونغ في الأقاليم الجديدة بالإضافة إلى الشريط إلى الشرق من كولون. المركز الإداري هو بلدة ساي كونغ ولكن عدد سكان هذه المقاطعة يتركز في بلدة تسونغ كوان و. المقاطعة هي ثاني مقاطعة من حيث أصغر عمر للسكان.

## وصلات خارجية
- مجلس المقاطعة